# Saison 2 de ReGenesis
Chronologie
Saison 1 de ReGenesis Saison 3 de ReGenesis
Cet article présente le guide des épisodes de la deuxième saison de la série télévisée ReGenesis.

## Acteurs Principaux
- Peter Outerbridge : David Sandström
- Dmitry Chepovetsky : Bob Melnikov
- Mayko Nguyen : Mayko Tran
- Greg Bryk : Weston Field
- Elliot Page : Lilith Sandström
- Conrad Pla (en) : Carlos Serrano
- Maxim Roy : Caroline Morrison
- Sarah Strange : Jill Langston

## Acteurs Secondaires récurrents
- Maurice Dean Wint : Connor McGuinn
- Darren Boyd : Simon Jessup
- Jonathan Koensgen : Glenn
- Michael Seater : Owen
- Marc Strange Toumas Sandström

## Épisode 1: La Chine
- Titre original : China
- Numéro(s) : 14 (2-1)
- Scénariste(s) : Avrum Jacobson
- Réalisateur(s) : John L'Ecuyer
- Acteurs secondaires : Stephane Broschart (Journaliste), Andrew Bush (Sean MacPherson), Henry Chan (Dr. Zhao), Jo Chim (Dr. Liu), Royce Hercules (Policier), Helene Joy (Audrey Graves), Allen Keng (Jeune Soldat), Zachary Koa (Lajiao), Patricia Lee (Vieille Femme Chinoise), Faye Ly (Femme Charmante), Jovanni Sy (Dr. Xue), Ho-Kwan Tse (Soldat), Chang Tseng (Général Hung)
- Diffusion(s) : 
  -  Canada : le 19 mars 2006 sur The Movie Network
  -  France : le 3 septembre 2006 sur 13ème rue
- Synopsis :

## Épisode 2: Attaque mutante
- Titre original : Escape Mutant
- Numéro(s) : 15 (2-2)
- Scénariste(s) : Tracey Forbes
- Réalisateur(s) : Bruce McDonald
- Acteurs secondaires : Walker Boone (Agent Quimette), Andrew Bush (Sean MacPherson), Layne Coleman (Gerald MacPherson), Helene Joy (Audrey Graves), Daniel Park (Policier), Alan Van Sprang (Jack), Jean Yoon (Infirmière)
- Diffusion(s) : 
  -  Canada : le 26 mars 2006 sur The Movie Network
  -  France : le 10 septembre 2006 sur 13ème rue
- Synopsis :

## Épisode 3: Médicament miracle
- Titre original : The Cocktail
- Numéro(s) : 16 (2-3)
- Scénariste(s) : Tracey Forbes, Kelly Senecal
- Réalisateur(s) : John L'Ecuyer
- Acteurs secondaires : Jonah Azzopardi (garçon nerveux), Marium Carvell (Proviseur Oakley), Peggy Coffey (Mme Bain), Christina Collins (Annette McGhee), Saidah Gomez (Mère en deuil), Helene Joy (Audrey Graves), Alan Van Sprang (Jack), Ariel Waller (Ruby McGhee)
- Diffusion(s) : 
  -  Canada : le 2 avril 2006 sur The Movie Network
  -  France : le 17 septembre 2006 sur 13ème rue
- Synopsis :

## Épisode 4: Réchauffement climatique
- Titre original : Dim & Dimmer
- Numéro(s) : 17 (2-4)
- Scénariste(s) : Jason Sherman
- Réalisateur(s) : Bruce McDonald
- Acteurs secondaires : Paulina Berger (Sally), David Collins (Billy), Arlene Duncan (Infirmière), Shauna MacDonald (Heather Michelle), Birgitte Solem (Cass Wilcott), Patricia Zentilli (Prostituée)
- Diffusion(s) : 
  -  Canada : le 9 avril 2006 sur The Movie Network
  -  France : le 24 septembre 2006 sur 13ème rue
- Synopsis :

## Épisode 5: Mauvaise nouvelle
- Titre original : Massive Changes
- Numéro(s) : 18 (2-5)
- Scénariste(s) : David Young
- Réalisateur(s) : Clement Virgo
- Acteurs secondaires : Jude Beny (Professeur), Arlene Duncan (Mme Nichols), Tammy Isbell (Lydia Sandström), David Macniven (Ministre), Austin Renfrey (David, enfant), Richard Stewart (Jonah Limbawe), Melissa Veszi (Yasmine Ibrahim)
- Diffusion(s) : 
  -  Canada : le 16 avril 2006 sur The Movie Network
  -  France : le 1er octobre 2006 sur 13ème rue
- Synopsis :

## Épisode 6: Voyage à la Havane
- Titre original : Our Men in Havana
- Numéro(s) : 19 (2-6)
- Scénariste(s) : Tom Chehak
- Réalisateur(s) : John L'Ecuyer
- Acteurs secondaires : Ann Baggley (Meg), Lynne Deragon (Rose Salazar), Tony Desantis (Hernando Aguilar), Carlos A. Gonzalez (Militaire cubain), Tammy Isbell (Lydia Sandström), Arsinée Khanjian (Eva Ramone), Louis Negin (Salvador Charringa), Gord Rand (Gary), Austin Renfrey (David, enfant), Pedro Salvin (Enrico Castillo), Brandi Marie Ward (Charlotte)
- Diffusion(s) : 
  -  Canada : le 23 avril 2006 sur The Movie Network
  -  France : le 8 octobre 2006 sur 13ème rue
- Synopsis :

## Épisode 7: Parle-lui
- Titre original : Talk to Him
- Numéro(s) : 20 (2-7)
- Scénariste(s) : David Young
- Réalisateur(s) : John L'Ecuyer
- Acteurs secondaires : Ann Baggley (Meg), Tony Desantis (Hernando Aguilar), Marvin Karon (Jonathan Barber), Arsinée Khanjian (Eva Ramone), Louis Negin (Salvator Charringa), Pedro Salvin (Enrico Castillo)
- Diffusion(s) : 
  -  Canada : le 30 avril 2006 sur The Movie Network
  -  France : le 15 octobre 2006 sur 13ème rue
- Synopsis :

## Épisode 8: Brumes mexicaines
- Titre original : Haze
- Numéro(s) : 21 (2-8)
- Scénariste(s) : Tom Chehak
- Réalisateur(s) : John L'Ecuyer
- Acteurs secondaires : David Calderisi (Général Carvajale), Marvin Kaye (Chauffeur de camion), Hardee T. Lineham (Lew Austiger), Ryan McDonald (Vincent Manford), Matthew Olver (Stephan Manford), Andy Velasquez (Dr. Miguel Portella), Laetitia Villetorte (Dr. Maria Icaza)
- Diffusion(s) : 
  -  Canada : le 7 mai 2006 sur The Movie Network
  -  France : le 29 octobre 2006 sur 13ème rue
- Synopsis :

## Épisode 9: En souvenir d'Harlan
- Titre original : Gene in a Bottle
- Numéro(s) : 22 (2-9)
- Scénariste(s) : Tracey Forbes
- Réalisateur(s) : Ron Murphy
- Acteurs secondaires : Natalie Brown (Hilda), Richard Collier (Officier Mexicain), Paul Essiembre (Jim Grayson), Olivia Jones (Laura), Michael Killinger (Homme dans une pub), Rosalba Martinni (Palome Serrano), Richard Stewart (Jona Limbawe)
- Diffusion(s) : 
  -  Canada : le 14 mai 2006 sur The Movie Network
  -  France : le 5 novembre 2006 sur 13ème rue
- Synopsis :

## Épisode 10: Le sauvage et l'innocent
- Titre original : The Wild and Innocent
- Numéro(s) : 23 (2-10)
- Scénariste(s) : Avrum Jacobson
- Réalisateur(s) : John L'Ecuyer
- Acteurs secondaires : Denis Akiyama (en) (Avocat de la Couronne), Adam Butcher (Jackson), Lally Cadeau (Juge), Raven Dauda (Connétable Milovsky), Roger Dunn (le Maire Ed Searles), Keir Gilchrist (Garçon de 10 ans), Elisa Moolecherry (Elly Popper), Kristina Pesic (Ramona), Richard Stewart (Jona Limbawe), Maurice Dean Wint (Conor McGuinn)
- Diffusion(s) : 
  -  Canada : le 21 mai 2006 sur The Movie Network
  -  France : le 12 novembre 2006 sur 13ème rue
- Synopsis :

## Épisode 11: Un étrange virus
- Titre original : Fishy
- Numéro(s) : 24 (2-11)
- Scénariste(s) : Jason Sherman
- Réalisateur(s) : Ken Girotti
- Acteurs secondaires : Moody El-Kabaouni (Homme americano-arabe), Mike Falcon (Agent de la CIA), Roy Lewis (Dr. Henshaw), Billy MacLellan (Earl), Pablo Silveira (Sam Abrams), Maurice Dean Wint (Connor McQuinn)
- Diffusion(s) : 
  -  Canada : le 28 mai 2006 sur The Movie Network
  -  France : le 19 novembre 2006 sur 13ème rue
- Synopsis :

## Épisode 12: Léthargica
- Titre original : Lethargica
- Numéro(s) : 25 (2-12)
- Scénariste(s) : Tracey Forbes
- Réalisateur(s) : John L'Ecuyer
- Acteurs secondaires : Victoria Fodor (Réceptionniste), Roy Lewis (Dr. Henshaw), Billy MacLellan (Earl), Shannon McDonough (Femme), Sherry White (Mère)
- Diffusion(s) : 
  -  Canada : le 4 juin 2006 sur The Movie Network
  -  France : le 26 novembre 2006 sur 13ème rue
- Synopsis :

## Épisode 13: La Fin?
- Titre original : The End
- Numéro(s) : 26 (2-13)
- Scénariste(s) : Avrum Jacobson
- Réalisateur(s) : Ken Girotti
- Acteurs secondaires : Lisa Berry (Infirmière), Walker Boone (Agent Miller), Sharon Brown (Soldat #2), Michael Carley (soldat #1), Rory Feore (Capitaine de l'unité de danger biologique), Glen Grant (Docteur), Robert Hamilton (policier militaire), Ryan McDonald (Vincent Manford), Jane McLean (Josephina), Matthew Olver (Stephan Manford), Sandi Stahlbrand (Journaliste), Richard Stewart (Jona Limbawe)
- Diffusion(s) : 
  -  Canada : le 11 juin 2006 sur The Movie Network
  -  France : le 3 décembre 2006 sur 13ème rue
- Synopsis :